# برتو پیزانو
برتو پیزانو (ایتالیایی: Berto Pisano؛ ۱۳ اکتبر ۱۹۲۸ – ۲۹ ژانویهٔ ۲۰۰۲) رهبر ارکستر، آهنگساز، موسیقی‌دان و تنظیم‌کننده اهل ایتالیا بود.
از فیلم‌هایی که وی در آن‌ها نقش داشته‌است، می‌توان به پیرنو دوباره می‌تازد، دکامروتیکوس، پیرینو در مقابل همه، یک بار دیگر پیش از رفتنمان، بدون کمی هرزگی به کجا می‌توانی برسی؟، تازه‌کار، مرگ به یک قاتل لبخند می‌زند، مالابیمبا – بدکاره بدخواه، جالو در ونیز، یک پلیس زن در نیویورک، برهنه برای قاتل، راهبه آتش‌پاره، زن بی‌حیا، قرار ملاقات و هرج‌ومرج بزرگ اشاره نمود.